# Junior Cook
Herman "Junior" Cook (Pensacola, 22 luglio 1934 – New York, 3 febbraio 1992) è stato un sassofonista statunitense.
Nel corso della sua carriera ha collaborato con Horace Silver, Freddie Hubbard, Blue Mitchell e altri artisti.

## Discografia parziale
- 1961 - Junior's Cookin'
- 1976 - Ichi-Ban (con Louis Hayes)
- 1977 - Pressure Cooker
- 1979 - Good Cookin'
- 1981 - Somethin's Cookin'
- 1988 - The Place to Be
- 1989 - On a Misty Night
- 1991 - You Leave Me Breathless